# Suresh Rattan
 Der er for få eller ingen kildehenvisninger i denne artikel, hvilket er et problem. Du kan hjælpe ved at angive troværdige kilder til de påstande, som fremføres i artiklen.

Suresh Rattan (fulde navn: Suresh Inder Singh Rattan, født i 1955 i Amritsar, Indien) er en biogerontolog (forsker inden for aldringens biologi, biogerontologi).
Ud over sit professionelle forskningsarbejde inden for aldringens biologi, er han også meget interesseret og engageret i den offentlige kommunikation om videnskab og han kan lide at foretage undersøgelser i den indiske klassiske musik og semi-klassiske musik ved at spille Tabla – Nord-indiske trommer, som ses i en musik-cd (udgivet i september 2008) "State of the Art: Small Town Folk". 

## Akademisk baggrund
Suresh Rattan leder til dagligt Laboratorium for Cellulær Aldring på Institut for Molekylær Biologi ved Aarhus Universitet. Han blev introduceret til området inden for aldringsforskning ved professor Suraj P. Sharma på Guru Nanak Dev University (GNDU), Amritsar, Indien under sin bachelor- og kandidatuddannelses studier (1973-1977), efterfulgt af MPhil forskning vedrørende den regenerative kapacitet af Hydra, under vejledning af professor Sivatosh Mookerjee, ved School of Life Sciences, Jawaharlal Nehru University (JNU]), New Delhi, Indien (1977-1979). Suresh Rattan opnåede sin ph.d.-grad i 1982 fra National Institute for Medical Research i London, baseret på hans forskningsprojekt ved at påvise "the error theory of cellular ageing" (da.: misvedligeholdelses teorien inden for cellulær aldring), under tilsyn af Dr. Robin Holliday FRS, og Dr. Ian Buchanan. Han har også tilegnet sig graden af Doctor of Science (DSc) i [1995], fra Det Naturvidenskabelige Fakultet på Aarhus Universitet, baseret på hans post-ph.d.-arbejde på den molekylære biologi af humane cellers aldring. Han er også modtager af en æresdoktor fra det russiske Academy of Medical Sciences for hans "... succesfulde forskning og uddannelse inden for biologi inden for aldringens biologi, samt hans enestående bidrag til formidling af videnskabelig viden i grundlæggende gerontologi .. . ". British Society for Research in Ageing har tildelt deres prestigefyldte Lord Cohen-medalje til Suresh Rattan for hans fortsatte bidrag til gerontologi.
Suresh Rattan har publiceret over 200 forsknings- og oversigtsartikler og 12 bøger om aldringens biologi, herunder for skolebørn og offentligheden. Han er den stiftende chefredaktør af Biogerontology, et førende peer review tidsskrift inden for aldring. Hans navn er blevet medtaget i Marquis Who's Who in World (fra [1993]) Marquis Who's Who in Medicine og Healthcare (fra 1998); og International Directory of Distinguished Leadership (fra 1998). Han er medlem af World Economic Forum's Global Agenda Råd i gerontologi.

### På dansk
- E=GMC2 – formlen for evig ungdom (ISBN 87-7417-685-4)(E=GMC2 – The Formula for Eternal Youth)

## Fodnoter
1. ↑  "State of the Art" (engelsk). Arkiveret fra originalen 19. juli 2011. Hentet 11. marts 2011.
2. ↑  "Suresh Rattan tildelt the Lord Cohen Medal i gerontologi". Molekylærbiologisk Institut Det Naturvidenskabelige Fakultet (Aarhus Universitet). 2011-03-09. Hentet 2011-03-21.{{cite web}}:  CS1-vedligeholdelse: url-status (link)